# Коліна
Коліна (рум. Colina) — село у повіті Тулча в Румунії. Входить до складу комуни Мурігіол.
Село розташоване на відстані 240 км на схід від Бухареста, 24 км на південний схід від Тулчі, 99 км на північ від Констанци, 90 км на південний схід від Галаца.

## Населення
За даними перепису населення 2002 року у селі проживали 182 особи.
Національний склад населення села:
| Національність | Кількість осіб | Відсоток |
| -------------- | -------------- | -------- |
| румуни         | 169            | 92,9%    |
| цигани         | 10             | 5,5%     |

Рідною мовою назвали:
| Мова      | Кількість осіб | Відсоток |
| --------- | -------------- | -------- |
| румунська | 169            | 92,9%    |
| циганська | 10             | 5,5%     |